# ジョナ・サルズ
ジョナ・サルズ（Jonah Salz, 1957年3月25日〜）は、コミュニケーション学者。演劇学者。
龍谷大学国際文化学部国際文化学科教授。

## 来歴
ニューヨーク州バッファロー出身。NOHO劇団の主催者。
New York University, Tisch School of the Arts（ニューヨーク大学ティッシュ芸術部）にて学位取得。